# Loma Bonita, San Luis Potosí
Loma Bonita är en ort i Mexiko.   Den ligger i kommunen Santa María del Río och delstaten San Luis Potosí, i den centrala delen av landet, 300 km nordväst om huvudstaden Mexico City. Loma Bonita ligger 1 775 meter över havet och antalet invånare är 117.
Terrängen runt Loma Bonita är kuperad åt sydost, men åt nordväst är den platt. Loma Bonita ligger nere i en dal. Runt Loma Bonita är det ganska glesbefolkat, med 22 invånare per kvadratkilometer. Närmaste större samhälle är Santa María del Río, 7,5 km sydost om Loma Bonita. Omgivningarna runt Loma Bonita är i huvudsak ett öppet busklandskap.